# Silver som investering
Silver som investering avser traditionen att köpa, sälja och inneha silver i syfte att därigenom tjäna pengar. Silver har genom historien, vid sidan om guld och andra ädelmetaller, ofta betraktats och använts som en form av pengar och värdelagring. Som investering köps numera[sedan när?] miljontals Canadian Silver Maple Leaf- och American Silver Eagle-mynt varje år.[källa behövs]

## Pris

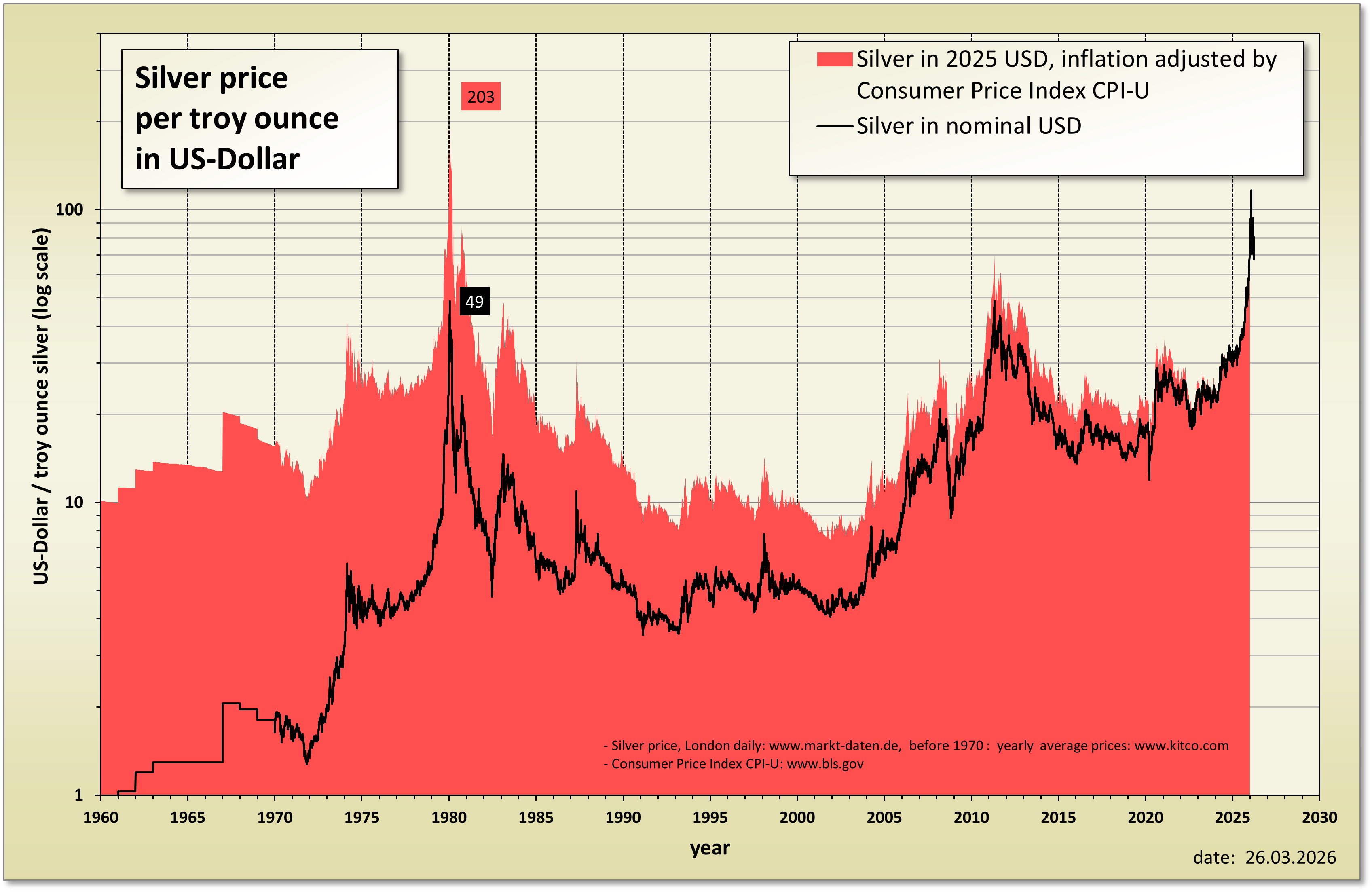
Silverpriset från 1960 och framåt.

Priset på silver bestäms liksom andra fysiska varor av utbud och efterfrågan samt spekulation. Priset på silver är känt för sin höga volatilitet.
[källa behövs]